# Río Tupiza
Der Río Tupiza ist ein Fluss in der Cordillera de Lípez im südöstlichen Anden-Hochgebirge von Bolivien.
Der Río Tupiza hat eine Gesamtlänge von 45 Kilometern. Er bildet sich in einer Höhe von 3327 m am Zusammenfluss von Río Chilco und Río Tatasí/Río Tres Palcas im Municipio Tupiza in der Provinz Sur Chichas im Departamento Potosí.
Der Fluss fließt auf den ersten 20 Kilometern in westlicher Richtung, wendet sich dann nach Süden, durchquert die Stadt Tupiza und mündet in einer Höhe von 2874 m in den Río San Juan del Oro, einem Zufluss des Río Pilcomayo.